# Николаевская крепость
Николаевская крепость — сторожевое укрепление Тоболо-Ишимской линии, располагается на южной окраине деревни Николаевка Москаленского района Омской области на юго-восточном берегу пресного песчаного озера, является памятником истории.
Крепость занимала площадь в 3 га, имела форму четырёхгранной звезды. Земляные рвы шириной до 13 м, заполненные водой. На территории крепости находились пороховой погреб, провиантский магазин, офицерские дома, казармы, сени, конюшня, кладовой амбар, караульная изба, надолбы, баня. На южной стороне крепость имела вспомогательное наружное фортификационное сооружение — равелин.
В 1760 году Николаевская крепость была перестроена по просьбе местных властей, так как на старом месте не хватало пресной воды.
В настоящее время территория крепости беспорядочно застроена, от крепости остались земляные рвы с заполненной водой.